# Telefoonmuseum
Het telefoonmuseum (Musée du téléphone) is een particulier museum in de tot de Henegouwse gemeente Komen-Waasten behorende stad Waasten.
Dit particulier museum bevindt zich in het "Café de l'hôtel de ville" en toont ongeveer 200 antieke telefoontoestellen; het oudste is van 1878. De eigenaar ging allerlei rommelmarkten langs in binnen- en buitenland en verwierf zodoende zeer zeldzame exemplaren, zoals een telefoontoestel van 1905, ingelegd met goud, en een toestel in art-nouveaustijl.
Men kan hier uitleg bij bekomen, de entree is gratis maar een consumptie in het voornoemde café is verplicht.